# Pilas (Spagna)
Pilas è un comune spagnolo di 13 386 abitanti situato nella comunità autonoma dell'Andalusia.